# Rawicz
Pour les articles homonymes, voir Rawicz (homonymie).
Rawicz (prononciation : [ˈravʲit͡ʂ], en allemand : Rawitsch) est une ville de la voïvodie de Grande-Pologne et du powiat de Rawicz.
Elle est située à environ 88 km au sud de Poznań, capitale de la voïvodie de Grande-Pologne.
Elle est le siège administratif de la gmina de Rawicz et du powiat de Rawicz.
Elle s'étend sur 7,81 km2.

## Géographie

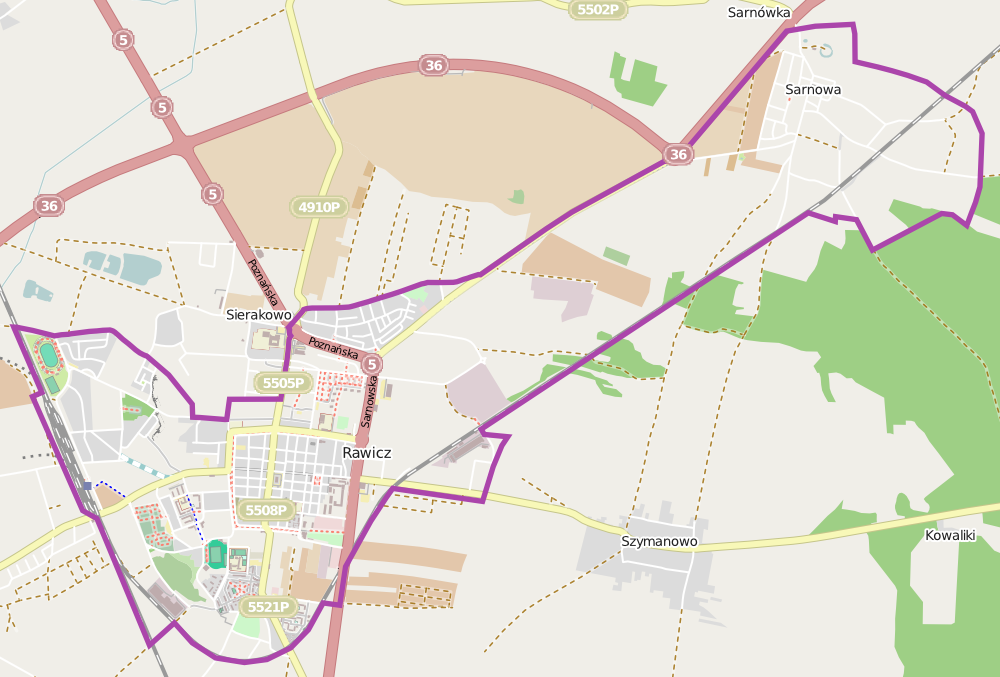
Plan de la ville.

La ville de Rawicz est située au sud-est de la voïvodie de Grande-Pologne, à la limite avec celle de Basse-Silésie. Elle est également située à proximité de Leszno, cinquième ville la plus peuplée de la voïvodie. Rawicz est située dans un paysage à la limite entre les plaines de la Grande-Pologne et les moyennes collines de la Silésie.

La ville possède une superficie de 7,81 km2. Elle intègre depuis 1973 la ville de Sarnowa (de).
La ville est localisée à environ 88 km au sud-ouest de Poznań, la capitale régionale.

## Histoire
La ville fut fondée par des réfugiés protestants venus de Silésie pendant la guerre de Trente Ans. Elle fut brûlée en 1707 et 1802. Dans les années 1800, la ville possédait une église protestante et un hôtel de ville médiéval.
L'industrie de la ville reposait sur la fabrication de tabac et de cigares. La ville est aussi connue pour sa prison qui existe depuis les années 1820, dans les bâtiments d'un ancien monastère. En 1905, la ville possédait 11 403 habitants.
Rawitsch fait partie de 1815 à 1887 de l'arrondissement de Kröben, puis jusqu'en 1920 de l'arrondissement de Rawitsch, dans le district de Posen de la province de Posnanie. Après la Première Guerre mondiale, elle fait partie de la Deuxième République de Pologne.
De 1975 à 1998, la ville fait partie du territoire de la voïvodie de Leszno. Depuis 1999, la ville fait partie du territoire de la voïvodie de Grande-Pologne.

## Monuments
- l'hôtel de ville, de style baroque, et construit entre 1753 et 1756 ;
- l'église néogothique du Christ Roi, construite entre 1900 et 1902 ;
- l'église saint André Bobola (anciennement de culte évangélique), construite au XIXe siècle, puis reconstruite en 1917 ;
- l'église saint André apôtre de Sarnowa (de), construite au XVIIe siècle.

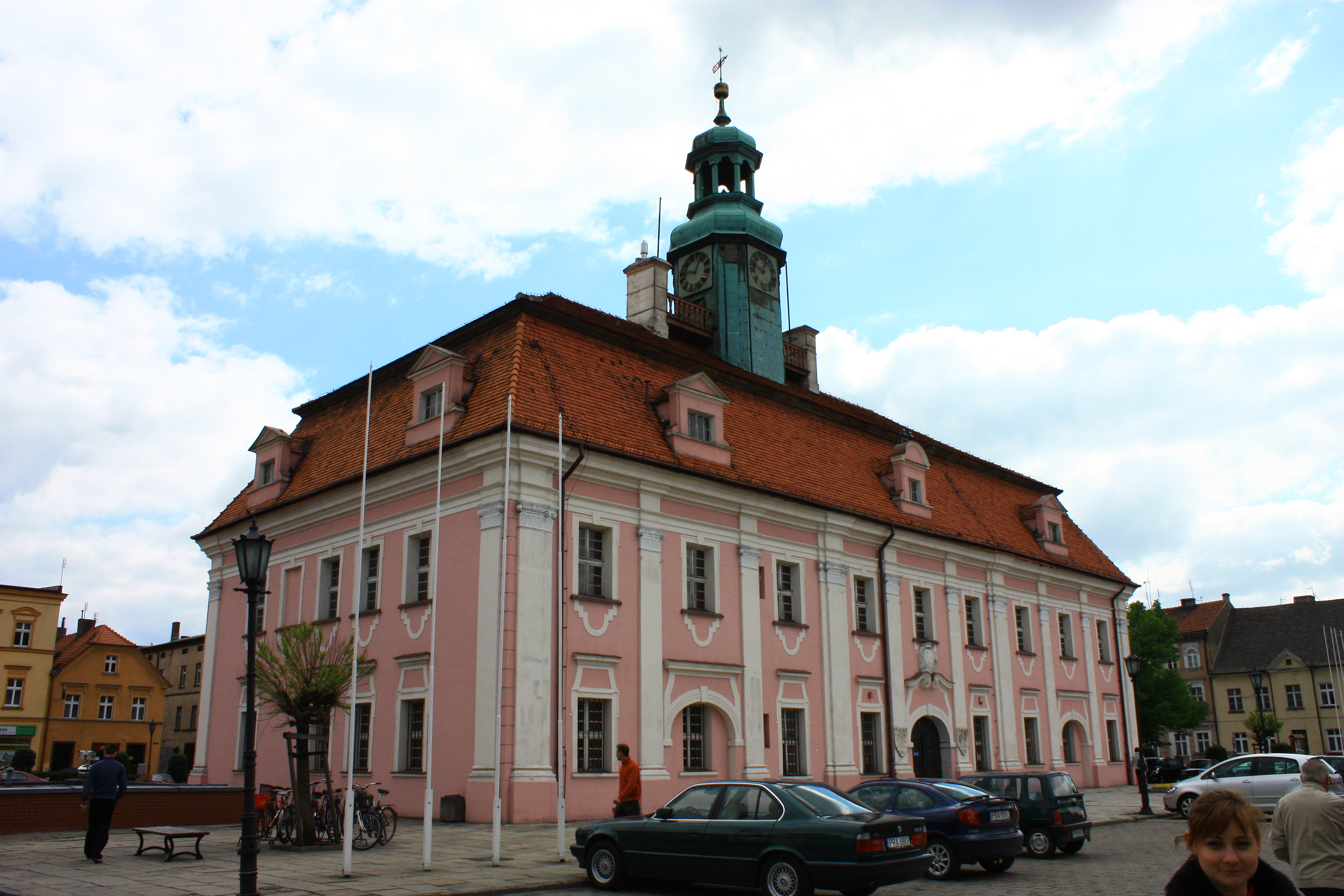
L'hôtel de ville.
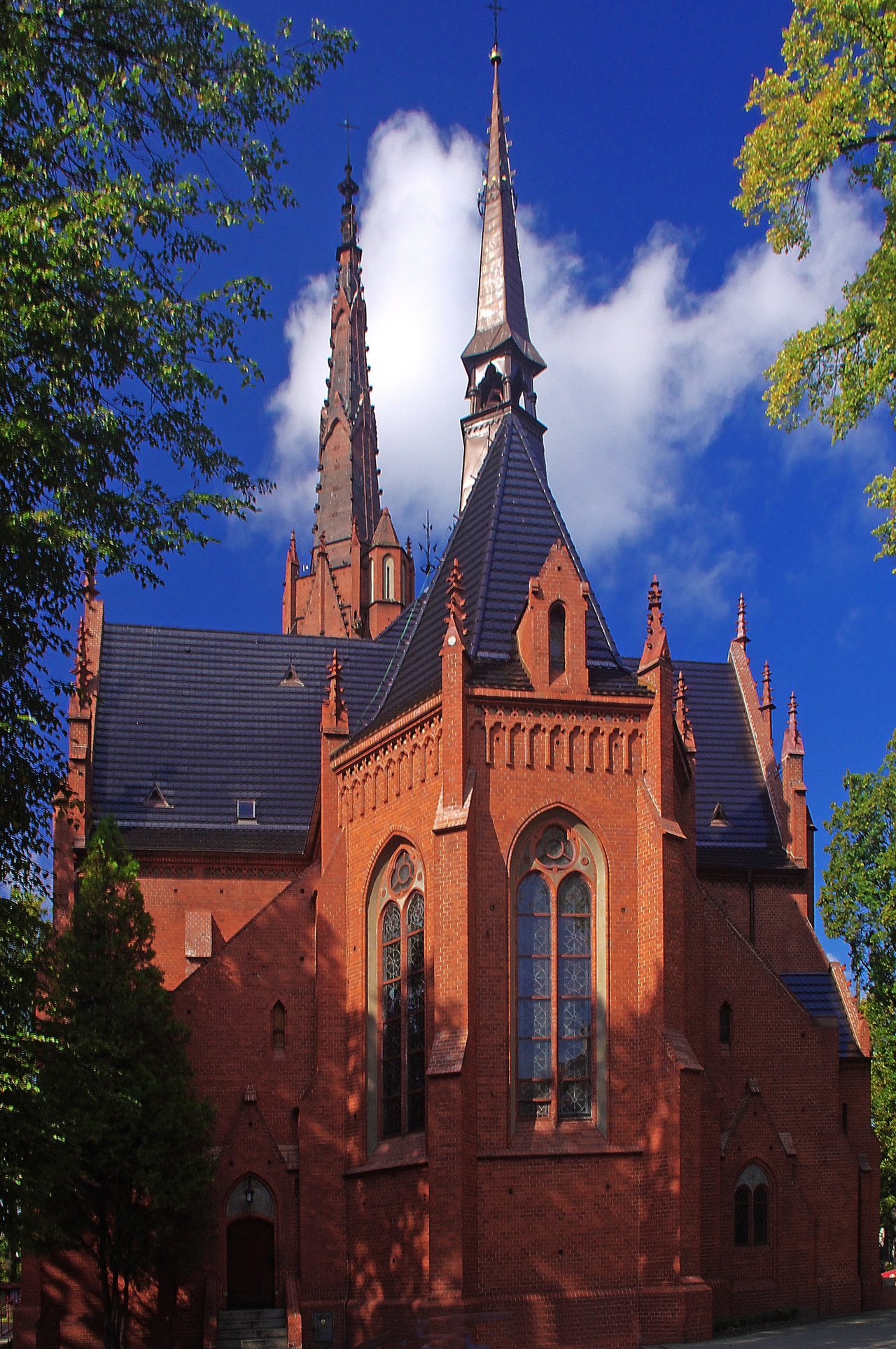
L'église néogothique.
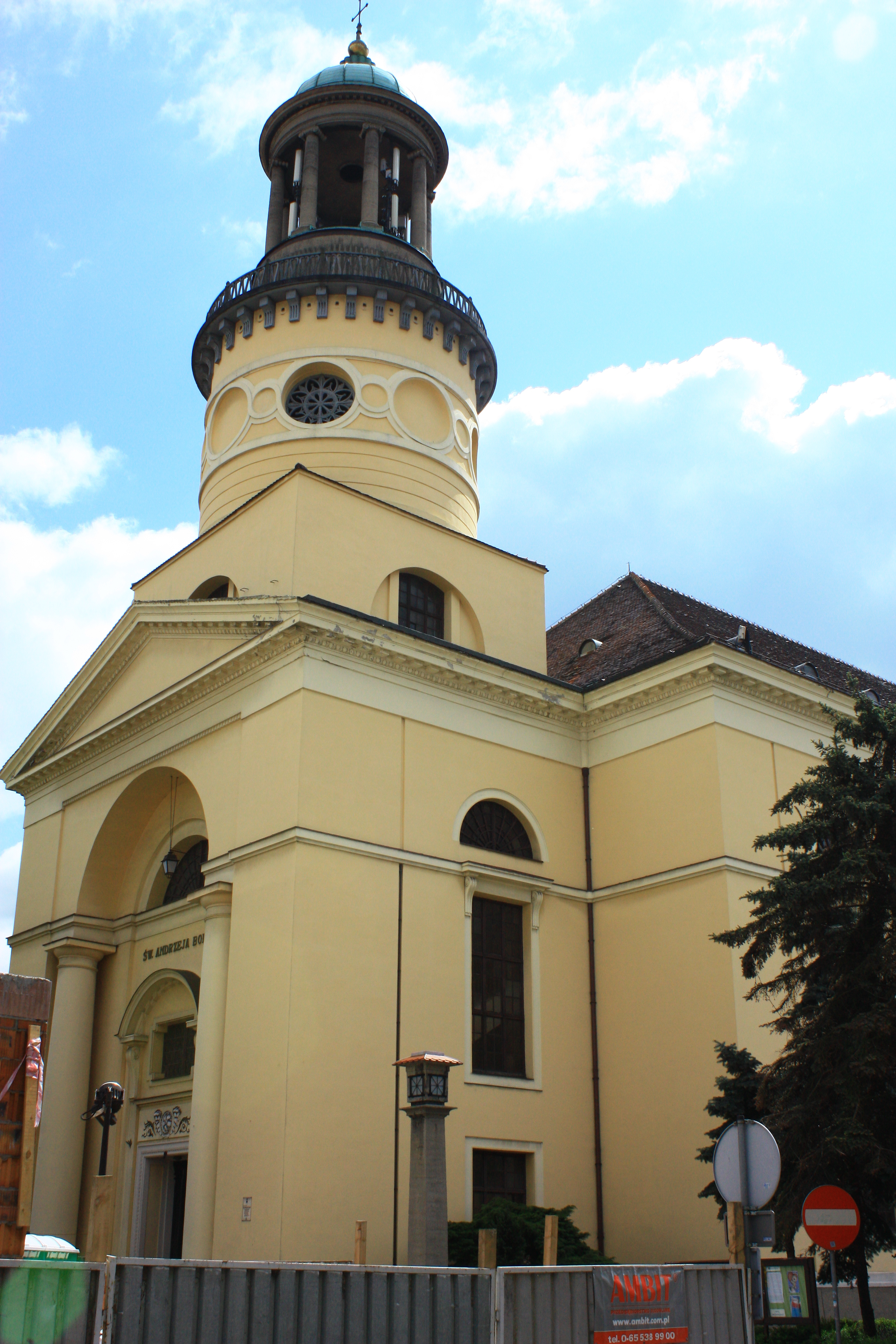
L'église saint André Bobola.
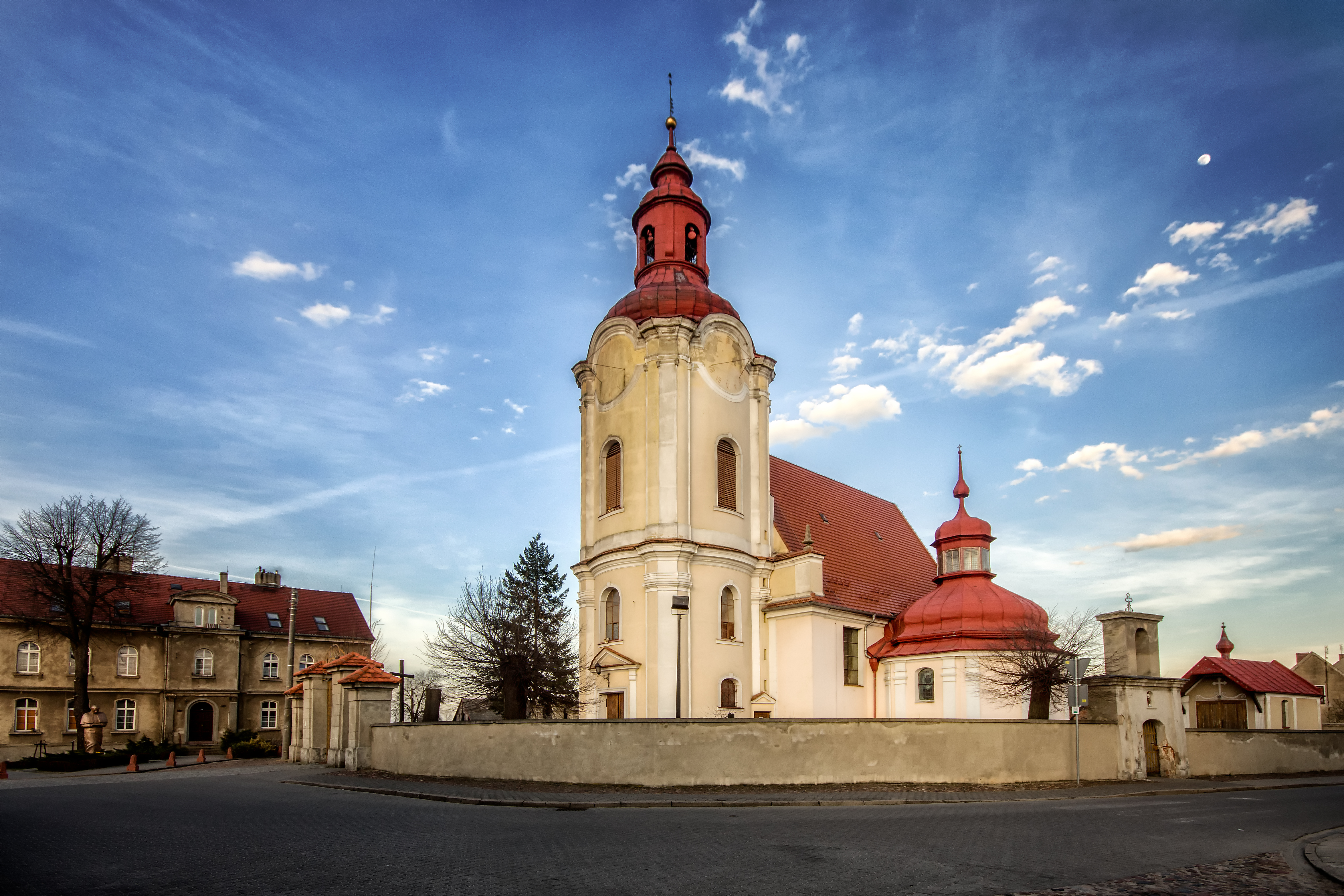
L'église de Sarnowa.

## Voies de communication
La ville est traversée par la route nationale polonaise 5 (qui relie Nowe Marzy à Lubawka (frontière tchèque)).

La route nationale polonaise 36 (qui relie Ostrów Wielkopolski à Prochowice) dévie la ville par le nord, alors que la voie rapide S5 (qui relie Nowe Marzy à Wrocław) dévie la ville par l'ouest et dessert la ville par la sortie  48 Rawicz.